# Paul Spudis
Paul Spudis (født 1958, død 29. august 2018) var en amerikansk geolog og astronom, der især interesserede sig for geologiske aspekter af Månen og planeterne.
Spudis var uddannet primært på Arizona State University, hvorfra han i 1982 tog en Ph.D. i geologi. Siden arbejdede han blandt andet for NASA, hvor han studerede vulkaner og deres påvirkning af planeterne, ikke mindst Jorden og Mars. Han var også ansat som seniorforsker på Johns Hopkins University. Spudis var leder af videnskabsteamet, der var tilknyttet Clementine-missionen, og på baggrund af dette udarbejdede han sammen med Ben Bussey et atlas over Månen.
1. ↑  Navnet er anført på engelsk og stammer fra Wikidata hvor navnet endnu ikke findes på dansk.